# Trinkwasserreservoir von Jawa
Das Trinkwasserreservoir von Jawa war ein Wasserversorgungssystem in der kupfersteinzeitlichen Siedlung Jawa in Jordanien.
Die Stadt Jawa wurde zwischen 3750 und 3350 v. Chr. besiedelt. Sie liegt in der Basaltwüste östlich von Amman. In drei Bauphasen wurden damals 10 Teiche zur Wasserversorgung gebaut. Der größte fasste 31.000 m³ und hatte einen ca. 7 m hohen Staudamm.

## Drei Phasen
Zunächst entstanden in Phase I die Teiche 1 bis 3 westlich der Stadt. Ihr Stauvolumen betrug zusammen ca. 42.000 m³. Der größte Teich, Teich 3, hatte ein Absperrbauwerk, das aus zwei 1 m breiten und 5 m hohen Mauern im lichten Abstand von 2 m gebaut war, die zur Abdichtung eine Füllung aus Erde, Lehm und Asche hatten. Luftseitig befand sich eine Anschüttung aus Erdschüttmaterial mit einer Böschungsneigung von 1:2,5. Wasserseitig war eine sehr viel kleinere Anschüttung, möglicherweise als Drainage, angeordnet. Südöstlich der Stadt entstand Teich 4 mit 4000 m³ Stauinhalt. Die Teiche waren durch Kanäle miteinander verbunden und das Wasser wurde durch Umleitungsdämme hinein geleitet.
In Phase II wurden die Teiche 5 und 6 ebenfalls südöstlich der Stadt gebaut. Insgesamt standen nun ca. 50.000 m³ Speicherraum zur Verfügung.
In Phase III sollte offenbar der Damm des Teiches 3 um zwei Meter erhöht werden. Er hätte danach 31.000 m³ fassen können, aber wurde vermutlich nie ganz fertiggestellt, weil er Teile der Unterstadt überflutet hätte. Möglicherweise ist er deshalb zerstört worden. Die Reste dieses Steindammes sind noch heute gut zu sehen. Daraufhin könnten die Teiche 7 bis 9 in einiger Entfernung zur Stadt und der Teich 10 im Südosten bei den Teichen 4 bis 6 errichtet worden sein. Die Staudämme der Teiche 7 bis 9 waren ähnlich aufgebaut wie der alte Staudamm von Teich 3.
Diese drei hatten einen Stauinhalt von 2000 m³, der Teich 10 ca. 10.000 m³ Inhalt.
Die Bauwerke der Phase III, besonders Teich 10, sind primitiver als die älteren und zeugen vom Niedergang der Stadt, der möglicherweise eine Folge von Kämpfen zwischen Bewohnern der Unter- und der Oberstadt war.

## Erforschung
Heute sind nur noch Ruinen der Stadt und Andeutungen der Teiche vorhanden. Sie wurden 1931 vom Flugzeug aus wiederentdeckt und ab 1950 von Winnett, von 1972 bis 1976 von Helms und 1988 von Vogel erforscht.
Am Ort der Teiche 1 und 2 befindet sich heute ein neuzeitliches Wasserbecken.

## Weblink
- in dieser norwegischen Präsentation sind auf S. 3 ein Foto, ein Lageplan und ein Querschnitt (Memento vom 14. Juli 2011 im Internet Archive) (PDF-Datei; 7,74 MB)

Koordinaten: 32° 20′ 6″ N, 37° 0′ 12″ O